# Bársony János (orvos)
Bársony János (Nagykároly, 1860. július 31. – Budapest, 1926. február 28.) magyar orvos, szülész-nőgyógyász, egyetemi tanár, Bársony István író öccse. A magyarországi eugenika egyik képviselője.

## Élete
A Szatmár megyei Nagykárolyban született 1860. július 31-én. Édesapja, Bársony János, a Sárkeresztes közelében fekvő grófi birtokon volt gazdatiszt, irodalomkedvelő édesanyja, Fásy Lujza volt, aki leginkább Jókai Mór és Tompa Mihály műveit olvasta. A család, öccsével, Istvánnal és kisebb leánytestvéreivel, Aurélia Máriával és Mária Johannával együtt 1859-ben költözött Nagykárolyba.
Iskoláit szülőhelyén, Nagykárolyban, Szatmáron, majd a bécsi és budapesti egyetemeken végezte, orvosi diplomáját 1884-ben szerezte meg. Először a budapesti szülészeti és nőgyógyászati klinikán Kézmárszky Tivadar tanár mellett gyakornok, majd tanársegéd lett. 1891-ben nyert magántanári képesítést.
1903-tól 1926-ig a budapesti egyetem orvoskarán a szülészet tanára és az I. számú nőgyógyászati klinika vezetője, az 1922/1923-as tanévben az egyetem rektora lett.
Egyike volt a legkedveltebb és leghíresebb orvostanároknak, azok közül, akiknek a nőgyógyászat terén számos fényes sikerük volt. Munkássága során a szülészettel, de főként a gyermekágyi láz kérdéseivel foglalkozott. Közleményei hazai és külföldi lapokban jelentek meg. Számos orvostudományi értekezést írt, melyek az Orvosi Hetilap, a Gyógyászat, a Centralblatt für Gynäkologie és az Archiv für Gynäkologie című lapokban jelentek meg.
Munkásságáért és érdemeiért 1907-ben  udvari tanácsosi címmel tüntették ki. Budapesten érte a halál, 65 éves korában, 1926. február 28-án.

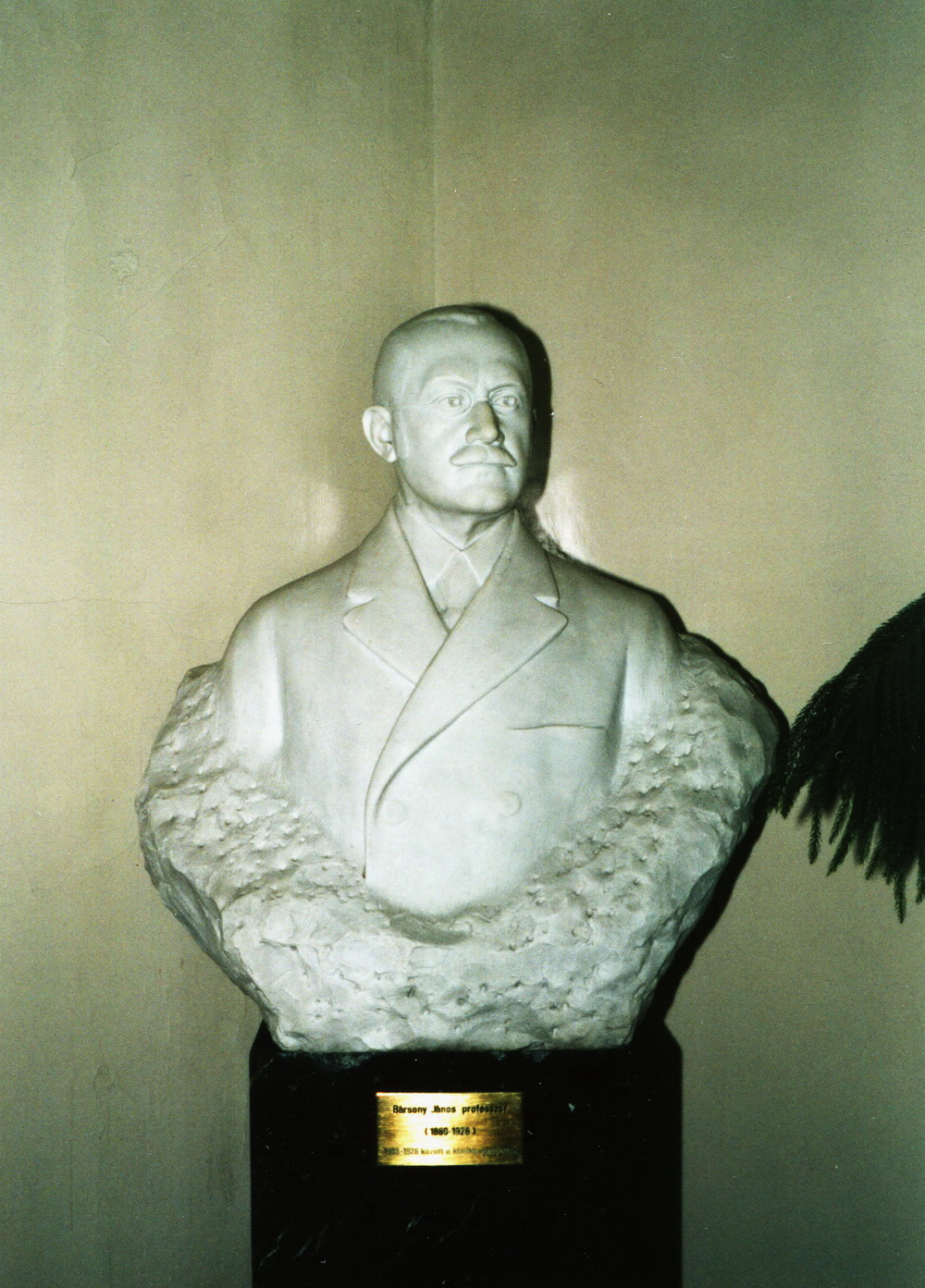
Bársony János portréja a klinikán, készítette Vastagh László

## Művei
- Ovariotomia terhes nőnél
- Macerált szülések és lefolyásuk a gyermekágyra
- A méhenkívüli terhesség, Gynatresia és mások

### Önálló könyvei
- Kranitomiáról szóló értekezése (1892)
- Szülészet dióhéjban (1902)

## Jegyzetek

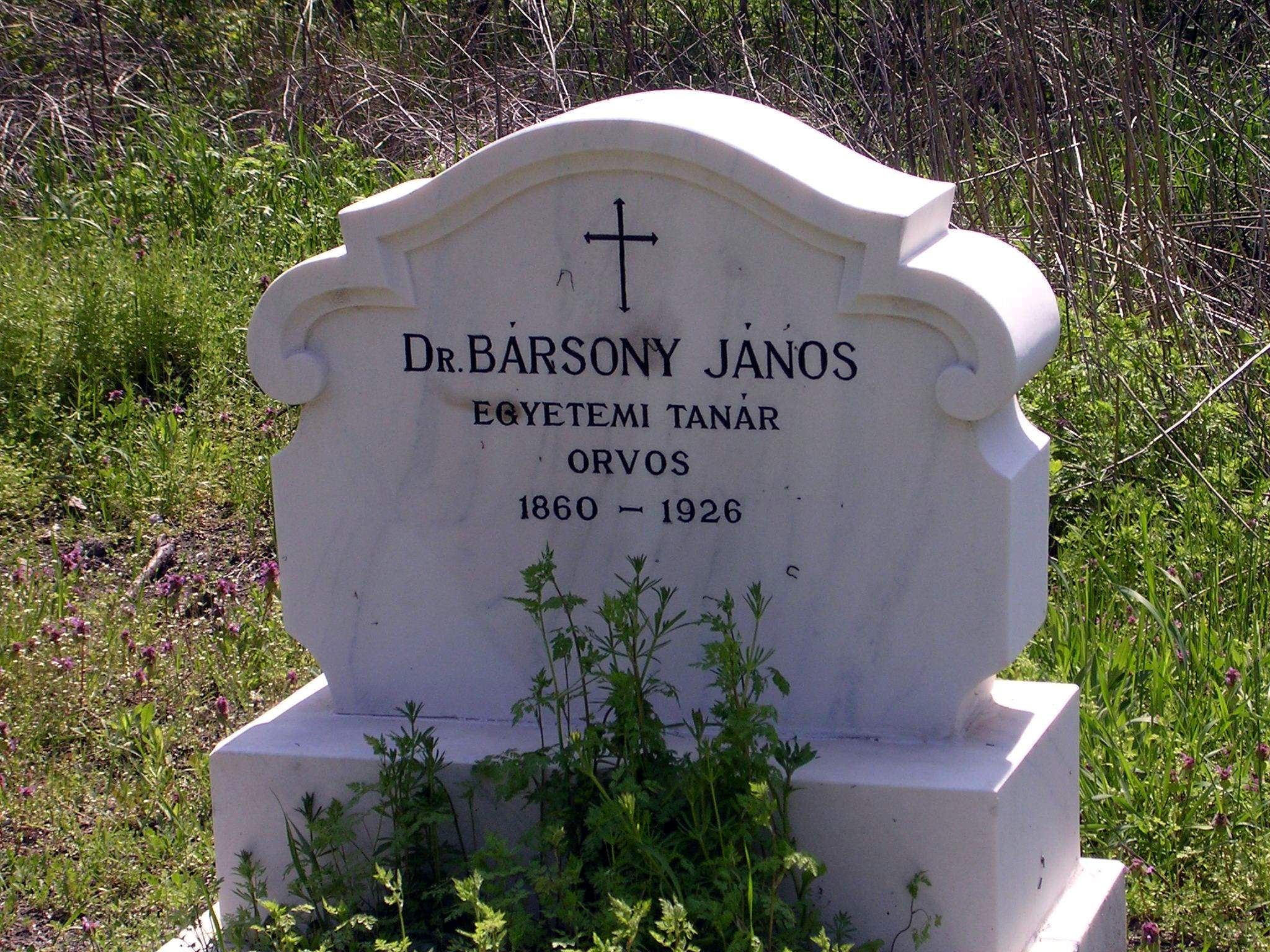
Sírja a Fiumei úti sírkertben, 2008-ban